# Дзёдо-синсю
Дзёдо-синсю (коротко син-сю) (яп. 浄土真宗, дзё: до-синсю, буквально — Истинная Школа Чистой Земли) — школа японского буддизма, созданная на основе китайской школы Цзинту (Буддизма Чистой Земли), наиболее крупная из современных школ, представляющих амидаизм. Эта школа выделилась из школы Дзёдо-сю, и получила в своём названии дополнительно иероглиф «син»- истинный. Основатель школы — Синран (яп. 親鸞), бывший ранее представителем школы Тэндай. Первоначально школа называлась также Икко-сю (яп. 一向宗, единство). Школа повлияла на возникновение военизированного движения Икко-икки (яп. 一向一揆) XV—XVI веков с вовлечением широких масс против самураев; руководители школы, хотя и поддерживали движение, утвердили название син-сю, чтобы дистанцироваться от Икко-икки.

## Синран — основатель школыДзёдо-синсю

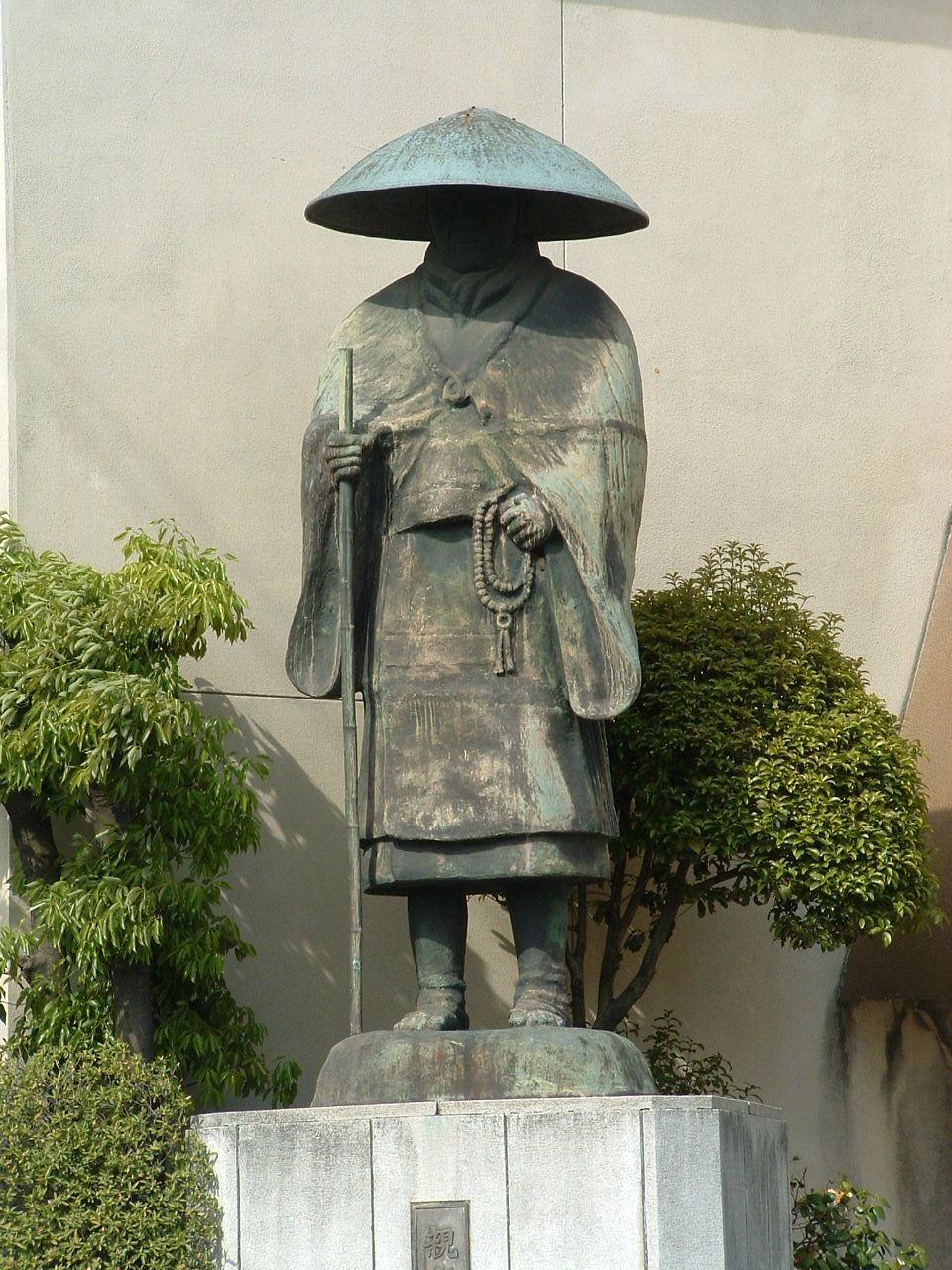
Статуя Синрана

Поначалу Синран был младшим монахом в зале храма Тэндай, посвящённом ритуалу нэмбуцу — повторению мантры «Наму Амида-буцу», что называлось «памятованием о Будде» и считалось при наличии полной веры главным способом обретения рождения в Чистой Земле. Не завершив одного года из цикла обучения в двадцать один год, он покинул храм на горе Хиэй, разочаровавшись в возможностях духовной практики в этой школе и испытывая недовольство коррупцией среди монахов.
Следуя своему пониманию буддизма, Синран стал обучаться у основателя школы Дзёдо-сю Хонэна (1133—1212), который создал школу, отделившись от Тэндай. Хонэн считал единственно важным практику памятования и повторения мантры Будды Амиды. Через шесть лет Хонэн и его ученики, в число которых входил Синран, были разделены и направлены в ссылку по разным частям Японии. В течение многих лет Синран странствовал по всей Японии и проповедовал среди крестьян «истинный буддизм», который можно было постичь с помощью увлекательной и простой практики. Он собрал своё учение в серии трудов, среди которых выделяется книга Кёгосинсё.
Хотя Синран всегда считал себя учеником Хонэна, но в ссылке его религиозные представления переменились. После его смерти его ученики и члены его семьи стали оформлять его учение в независимую школу. Помимо собственных работ Синрана особенно важна работа его ученика Юиэна (яп. 唯円) Таннисё. Эта работа описывает основную линию традиции в отличие от интерпретаций Синрана.

## Учение
Учение Синрана опирается на представление об упадке дхармы (буддийского учения) — доктрине маппо (яп. 末法). Эпоха, в которую жил Синран, он характеризовал как деградацию, и в эту эпоху нет никаких надежд на освобождения из цикла перерождений (сансары) своими силами (яп. 自力, дзирики). Поэтому усилия для достижения просветления и реализации идеалов Бодхисаттвы обречены на провал из-за тяжёлых кармических последствий невежества и грехов прошлых жизней.
Поэтому, в силу ограниченности человеческих возможностей, следует надеяться на другие силы (яп. 他力, тарики) — а именно, на Будду Амиду, на его безграничное и бесконечное сострадание, связанное с его обетом обеспечить Освобождение. Таким образом, син-буддизм связан с «практикой без практики», чем он отличается от других школ, связанных с «путём святых» и опоре на собственные силы.
Школа Дзёдо-синсю связана в первую очередь с повторением формулы нэмбуцу (яп. 念仏): Наму Амида Буцу (南無阿弥陀仏), которая интерпретируется как «Я принимаю убежище у Будды Амиды». Эта формула не только призывает Будду Амиду, но и пробуждает молящегося за счёт неомрачённого сострадания Амиды. В этом и особенность син-буддизма — здесь формула нэмбуцу не рассматривается ни как практика, ни как способ накопления кармических заслуг.
Конечной целью практики дзёдо-синсю является синдзин — истинное доверие, истинное устремление к Будде Амиде. Для этого помимо повторения формулы нэмбуцу требуется также пытаться услышать глубинный зов Будды Амиды.
Данная школа, в отличие от других школ буддизма, меньше связывает практика обетами и запретами, сам Синран имел жену и детей. Практика школы достаточно проста и понятна широким массам, включая крестьянство. Школа отбрасывает из учения то, что не соответствует прямой цели, отвергает также синтоистские обряды и культы, как ненужные.
По указу правительства все храмы буракуминов в XVIII веке официально попали под юрисдикцию Дзёдо-синсю, так как значительное число изгоев традиционно принадлежало к этой ветви буддизма.

## Особенности школы
Наиболее существенные отличия школы Дзёдо-сю и школы Дзёдо-синсю заключаются в следующем:
1. В школе Дзёдо-сю спасение достигается постоянным повторением имени Будды Амиды. В школе Дзёдо-синсю основной упор делается на веру, доверие и душевное устремление, а не на механическое повторение формулы нэмбуцу[2].
2. В школе Дзёдо-сю утверждается, что добрые деяния помогут адепту достичь Чистой Земли. В отличие от этого в школе Дзёдо-синсю говорится, что достаточна крепкая вера[2].

## Подшколы
Школа Дзёдосин обладает большим количеством подшкол по имени учителей линии передачи Синрана или по местам его обитания, официально признано десять подшкол. Чаще всего они создавались мирянами, которые считали, что духовенство предало заветы Синрана и Рэннё. Официально не признаваемые школы носили названия «тайного нэмбуцу» или «скрытого нэмбуцу», сильно трансформируя теоретическую и практическую традицию.
В 1602 году Дзёдо-синсю раскололось на две ветви: Ниси-Хонгандзи и Хигаси-Хонгадзи, что вполне отвечало запросам Токугава Иэясу, который всячески старался ослабить позиции буддизма, приносящего множество политических проблем в процессе объединения страны (восстания икко икки). Несмотря на раскол, Дзёдо-синсю оставалось одной из самых популярных школ в Токугавской Японии.
Наиболее крупная подшкола — Хонгандзи-ха (浄土真宗本願寺派). Основным храмом является Хонган-дзи в Киото (фактически существуют восточный и западный храмы; в целом многочисленные храмы Хонган-дзи распределены по всей Японии).